# Stictoleptura fulva
Stictoleptura fulva — вид жуків з родини вусачів.

## Опис
Жук довжиною від 9,5 до 14,5 мм, має чорне забарвлення, надкрила буро- або червонувато-жовті, на вершині чорні. Надкрила в густих дрібних і не дуже глибоких точках, з довгими стоячими волосками на підставі.

## Варіації
- Paracorymbia fulva var. corsica (Pic)
- Paracorymbia fulva var. fulvoapicalis (Plavilstshikov, 1936)